# Ксиниада (езеро)
Ксиниада (на гръцки: Λίμνη Ξυνιάδα) е пресушено езеро в Тесалия, днес Фтиотида, Гърция.
Разположено било на територията на дем Домокос на невисоко плато в западните краища на Отрис.
Суши се през периода 1936-1942 г. с цел създаване на обработваема земя. Преди да изсъхне, езерото заема площ от 31 600 декара, от които 5000 декара са тръстика и има максимална дълбочина от 4 метра. Името си дължи на древния град Ксиниада, който е построен край неговите брегове. и носещ ррез средновековието славянското име Езерос.
През XXI век е прокарват планове за възстановяване на езерото, поради постепенното влошаване на почвеното плодородие в резултат от земеделската експлоатация в региона, която вече не осигурява очакваните икономически ползи. Очаква се реставрацията на езерото да стимулира икономиката на региона, създавайки нова икономика с ползи от екотуризма и същевременно да осигурява вода за напояване в околността. Плановете за възстановяване на езерото са за ново наводняване на площ от 26 000 декара. 